# Montevergine (Mercogliano)
Montevergine è una frazione del comune di Mercogliano, in provincia di Avellino, sede dell'omonimo santuario cattolico.
Ha dato il nome alla Congregazione verginiana, fondata a Montevergine da san Guglielmo da Vercelli.

## Geografia fisica
Montevergine, situata tra i monti del Partenio, ha fra i centri abitati più vicini, oltre a Mercogliano, Summonte e Ospedaletto d'Alpinolo.

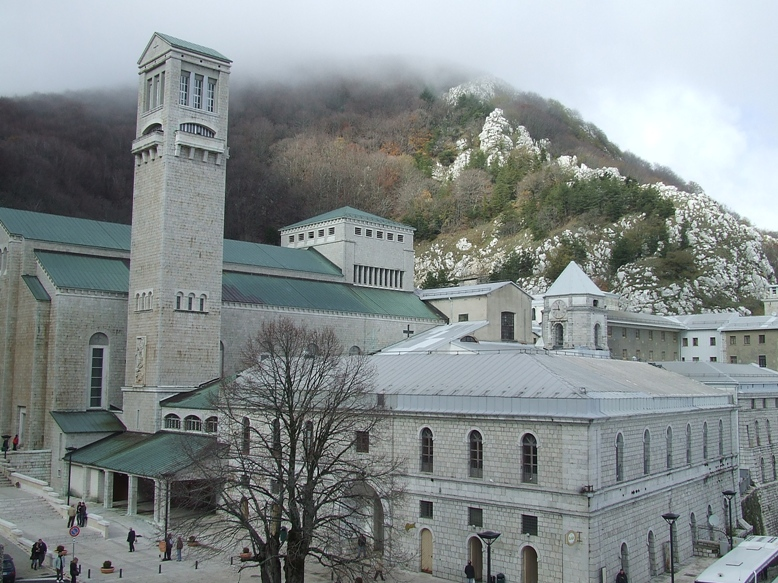
Santuario di Montevergine

La frazione è situata all'altezza di 1.263 metri dell'omonima montagna, un massiccio calcareo della Campania che si erge a nord-ovest di Avellino, esattamente nel comune di Mercogliano, con fianchi ripidi e boscosi (castagni, faggi), fino a un'altezza di circa 1.493 m.
Sotto la vetta, a 1.263 metri, sorge il veneratissimo santuario di Montevergine, costruito secondo la tradizione nelle vicinanze di precedenti templi di Cibele e Vesta e sede di un oracolo celebre.
Il nome antico e altomedievale del monte, secondo i manoscritti conservati nel detto monastero era "Monte di Virgilio", in quanto si riteneva che il poeta latino Virgilio avesse un orto in questo luogo.
Solo in seguito alla fondazione e alla consacrazione della chiesa cristiana l'altura fu rinominata e dedicata alla Vergine per consonanza di nome e funzioni.

## Infrastrutture e trasporti
La frazione è collegata con Mercogliano attraverso una tortuosa strada statale, ma i trasporti più rapidi sono effettuati da una funicolare che, con cadenza oraria, collega i 2 centri. La stazione di Montevergine è situata a 200 metri dal santuario. Il servizio fu sospeso dal 13 ottobre 2012 e il collegamento con il santuario fu assicurato mediante navetta. Il 5 ottobre 2015 incominciarono i lavori di ristrutturazione della linea. Il 25 giugno 2016 la funicolare tornò in funzione dopo 4 anni di stop.

## Sport
Per via delle caratteristiche di durezza della salita, Montevergine è stata per sei volte arrivo di tappa del Giro d'Italia.
| Anno | Tappa | Partenza     | Data      | km  | Vincitore di tappa | Maglia rosa    |
| ---- | ----- | ------------ | --------- | --- | ------------------ | -------------- |
| 1962 | 7ª    | Fiuggi       | 25 maggio | 224 | Armand Desmet      | Armand Desmet  |
| 2001 | 4ª    | Potenza      | 23 maggio | 169 | Danilo Di Luca     | Dario Frigo    |
| 2004 | 7ª    | Frosinone    | 15 maggio | 214 | Damiano Cunego     | Damiano Cunego |
| 2007 | 4ª    | Salerno      | 16 maggio | 153 | Danilo Di Luca     | Danilo Di Luca |
| 2011 | 7ª    | Maddaloni    | 13 maggio | 110 | Bart De Clercq     | Pieter Weening |
| 2018 | 8ª    | Praia a Mare | 12 maggio | 209 | Richard Carapaz    | Simon Yates    |

## Centro trasmittente
Sulla sommità di Montevergine sono ospitati numerosi impianti di trasmissione radiotelevisiva e militare tra cui la base NATO ACE High con codice IMNZ.